# 大鷲神社 (足立区)
大鷲神社（おおとりじんじゃ）は、東京都足立区で地元・花畑地区の産土神とされる神社で、花畑大鷲神社（はなはたおおとりじんじゃ）とも称される。門前市は、各地で行われる「酉の市」の発祥といわれており、総本社は「大鳥大社」とされる。『江戸名所図会』に掲載されている。

## 概要
古木や巨木に囲まれた静かな環境のなかにあり、四季おりおりにさまざまな植物や昆虫、野鳥などが見られる。普段は静寂であるが、正月の初詣、11月の七五三などの時期は参拝客でにぎわう。また、酉の市の夜には花火が打ち上げられる。
江戸時代後期には周辺各地の和算家より算額を奉納された記録があり、その一部は現存している。天保4年（1833年）に金杉清常の門人たちが奉納した算額は「花畑大鷲神社算額」として足立区登録有形文化財になっている（1985年11月12日登録）。

## 歴史

### 由来
この神社の創建は宝治年間（1247年-1249年）とされる。平安時代後期の武将源義光が、後三年の役のおり、兄の源義家を助けるため東北地方へ向かう途中、この地で戦勝を祈願した際に見かけた鷲を祀ったのがこの神社の縁起であるという。古くは鷲明神と称されていたが、明治以降鷲神社と改められ、のち大鷲神社を正式名称とした。ちなみに明治初年に初めて地番が施行された際、当神社は「花又村一番地」となった。
- 寛永元年（1624年）の棟札写に「再建」とあるところから、それ以前から神社が存在していたものと考えられる。
- 現存する石造物では万治2年（1659年）銘のものが最古である。
- 神仏習合の時代には正覚院が別当寺であった。
- 現在の社は安政年間、秋田久保田藩主佐竹氏の寄進とされ、左甚五郎の弟子が彫ったとされる柱の彫刻がある。

### 祭神
現在の祭神日本武尊は明治以降に祭神とされた神で、当神社に関する江戸時代の地誌には一切現れない。実質的な祭神は源義光と考えられ、佐竹氏はじめ義光の後裔を称する大名や武家に崇敬された。

## 境内施設
- 本殿

源義光の子孫である秋田藩主佐竹氏が造営に着手、嘉永7年（1854）に上棟し、明治8年（1875）に竣工したもの。
総欅造りで数知れぬ大小の彫刻が随所に散見できる。特に正面にある向拝柱に彫られた「昇り龍・降り龍」は荘厳で、左甚五郎の13代目後藤与五郎の作である。昭和57年12月10日足立区登録文化財指定された。
- 拝殿

神事を行う社殿。棟札に寛永元年（1624）9月上棟と記されており、本殿と合わせて権現造になっている。入母屋造の屋根は茅葺から瓦葺を経て現在は銅板葺である。平成4年1月14日足立区登録文化財指定。
- 参集殿

参拝者の待合所として主に使用されている。
- 他には神礼所、神楽殿、稲荷社、市杵嶌姫神祠、辨天祠 疫神社 胡籙天神社 白山社、水神社、三峯社、手水舎などがある[6]。

境内施設の紹介
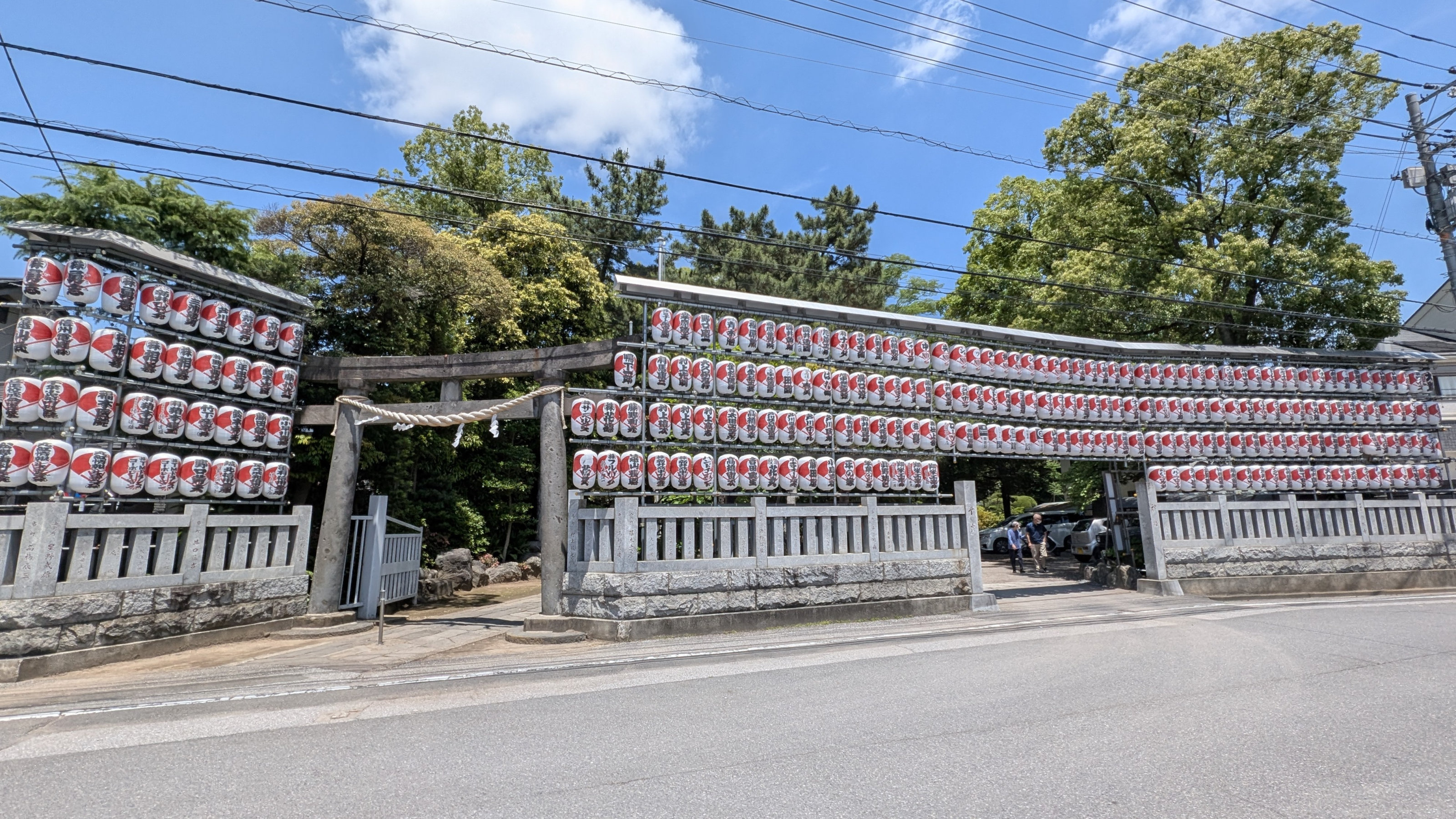
正面入口・奉納提灯
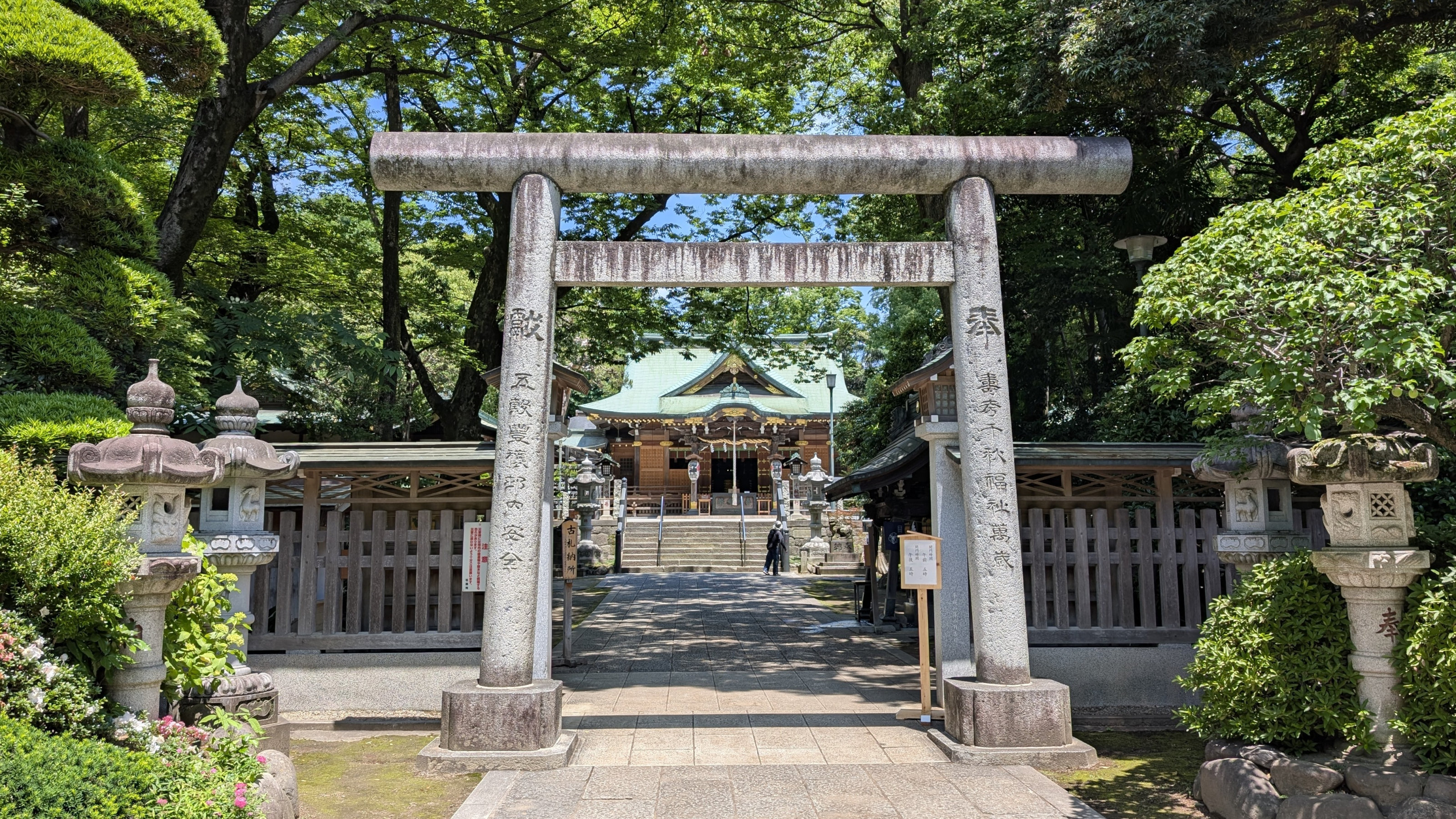
三の鳥居(拝殿前)
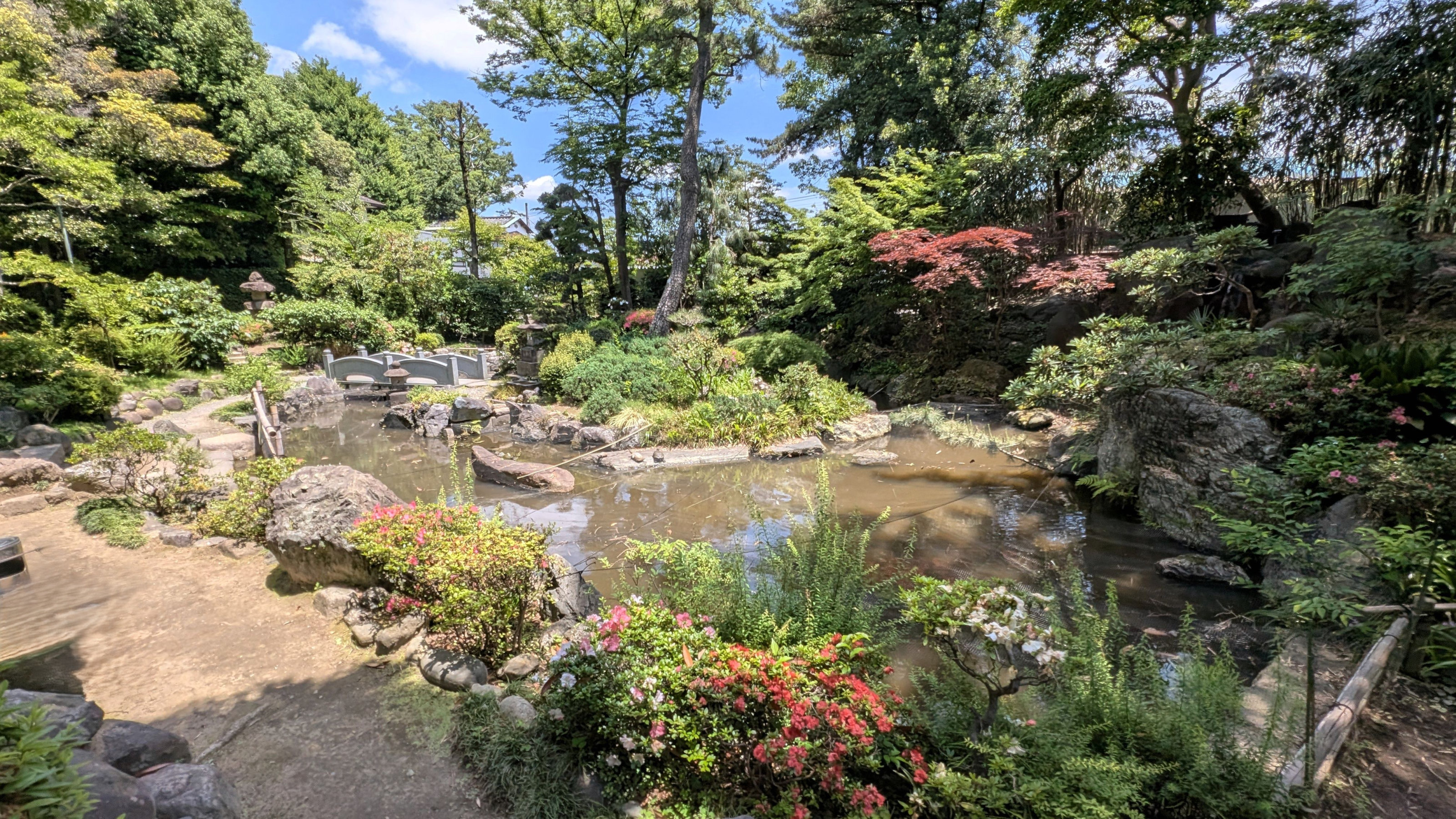
水神社庭園
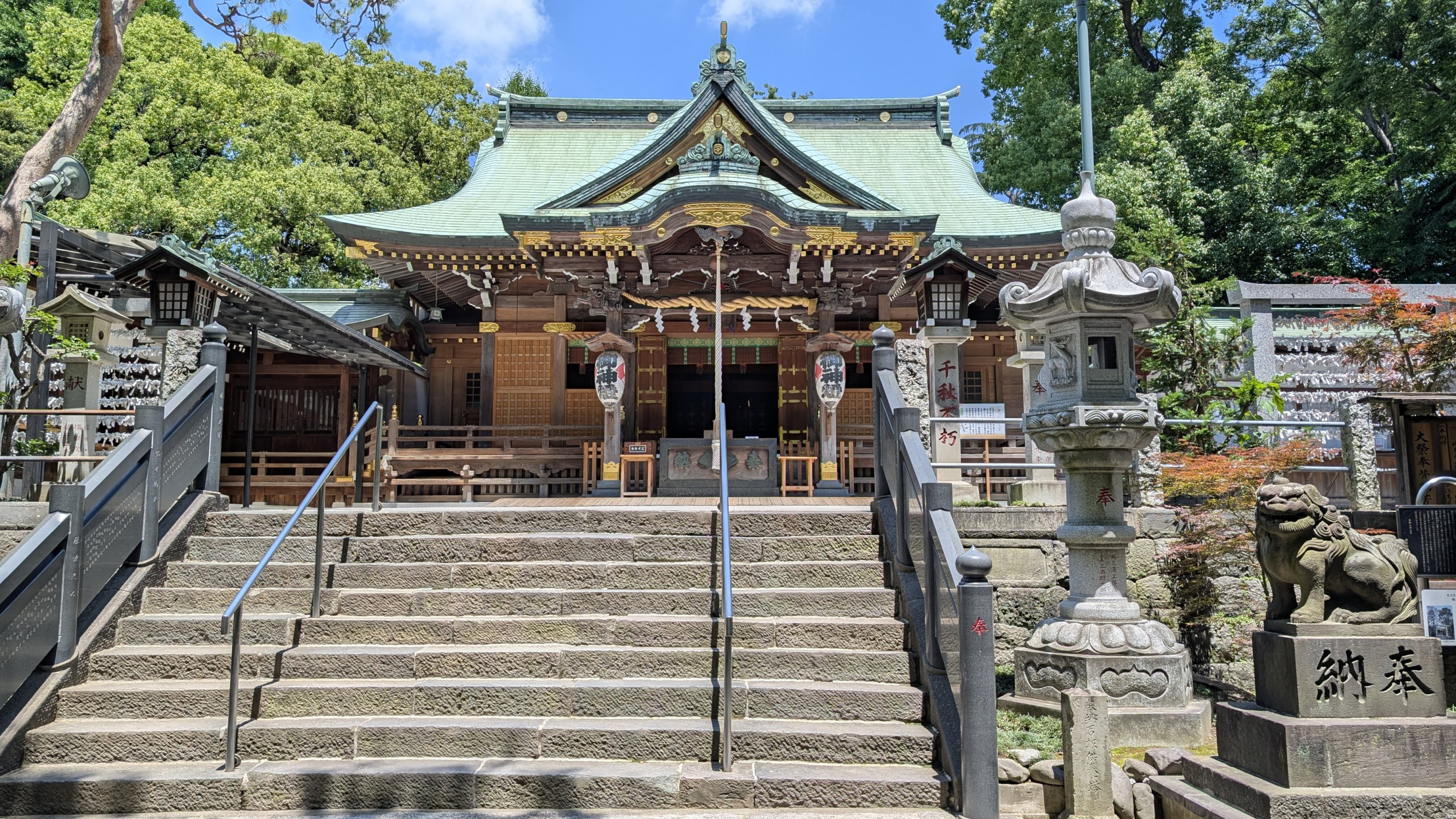
拝殿前階段と灯篭
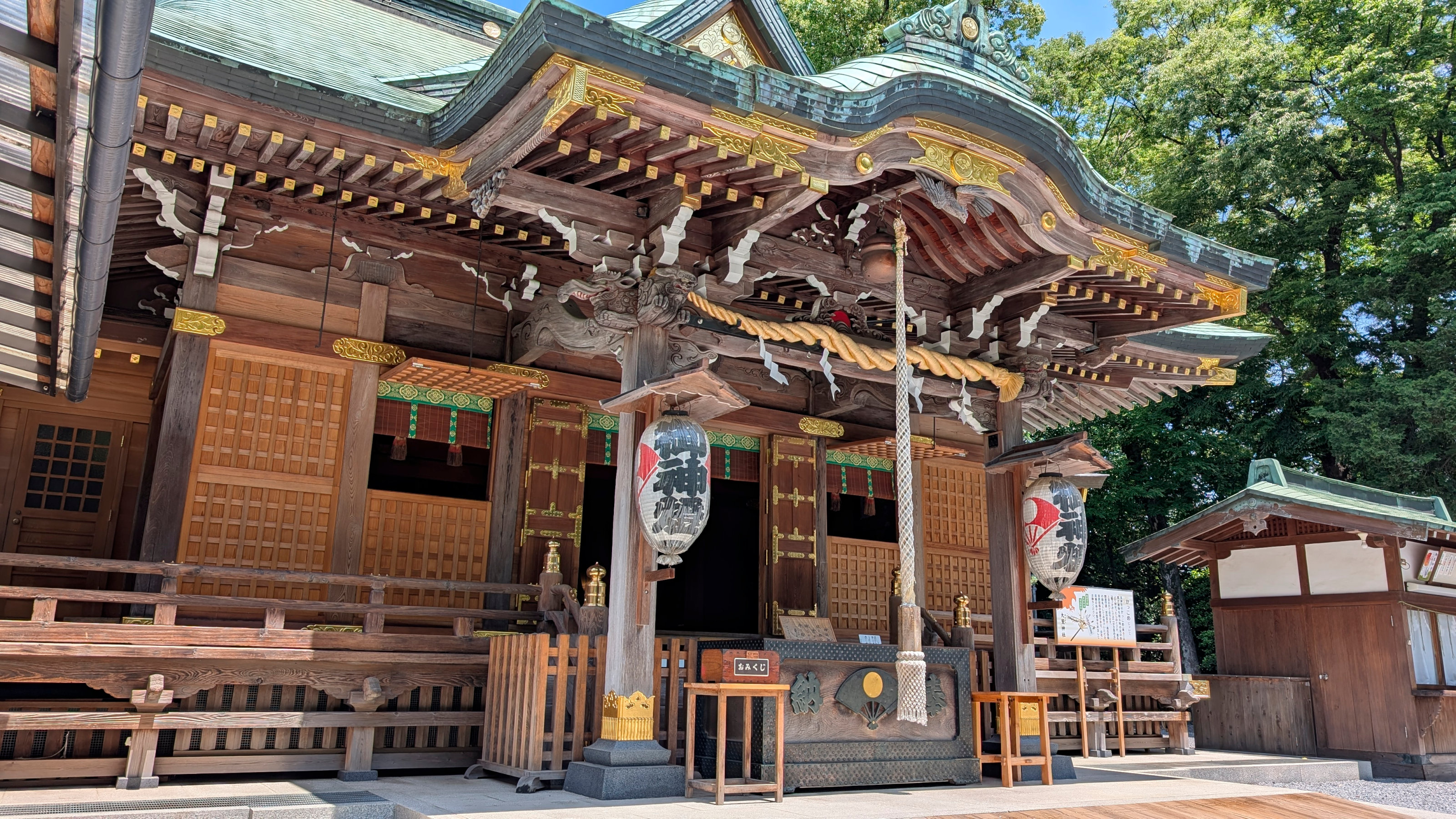
拝殿斜めより見上げる
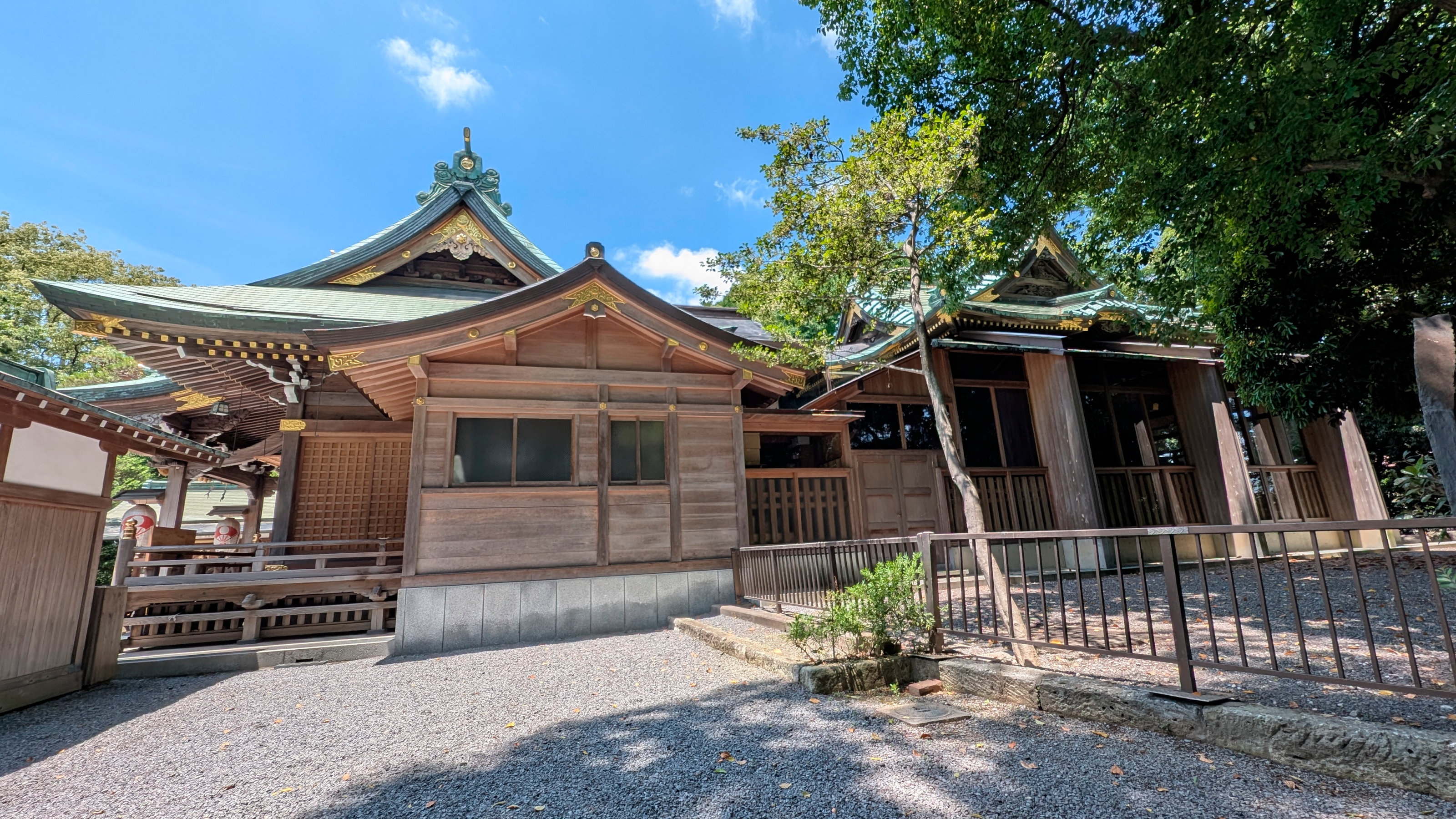
拝殿・本殿横
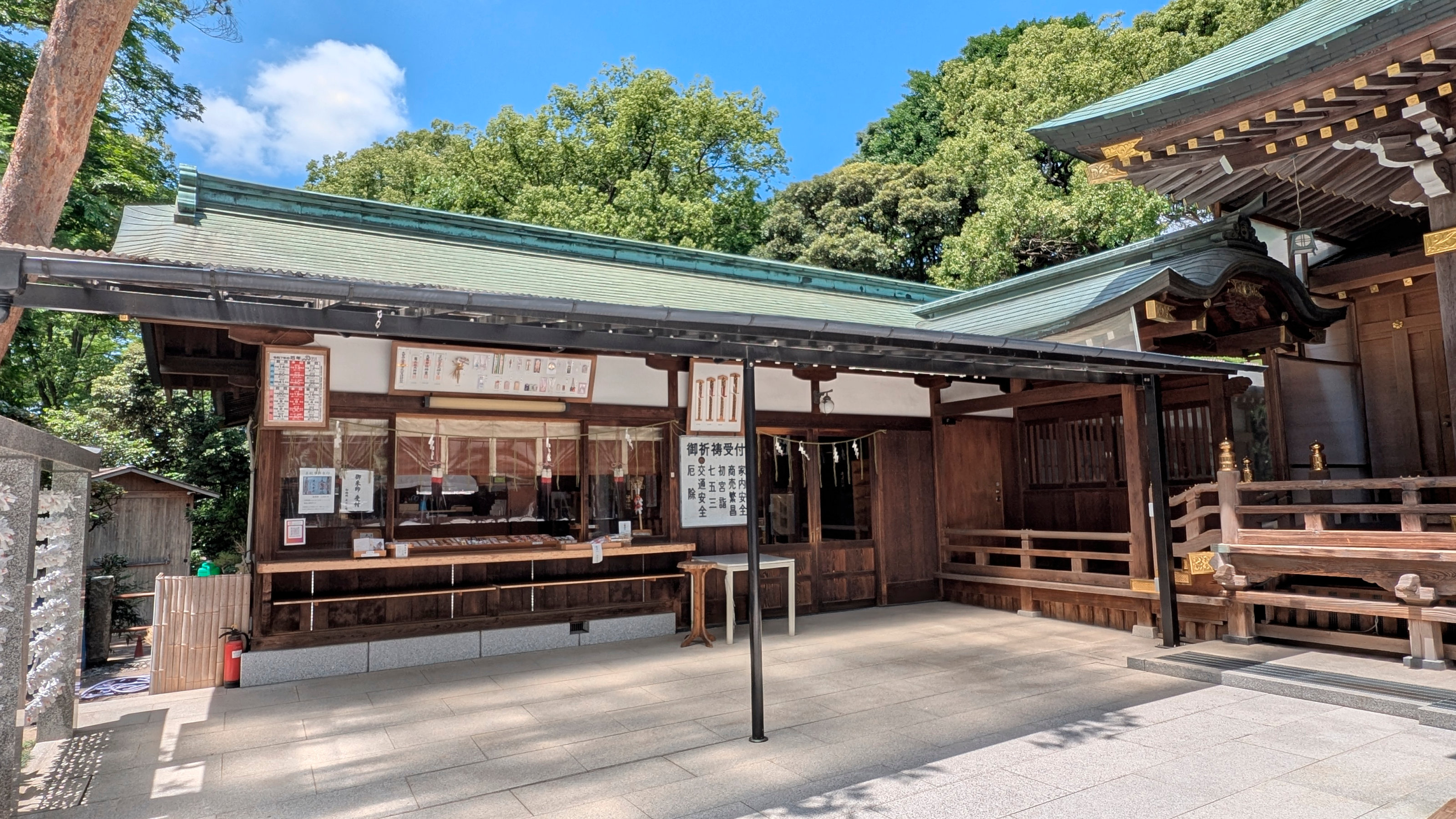
神礼所・祈祷受付

## 行事
- 7月第3日曜日（海の日） - 花畑大鷲神社獅子舞（足立区指定無形民俗文化財）[7]。三匹獅子舞が演じられる（大鷲神社祈祷獅子[8]）。
- 酉の市

## 交通アクセス
- 東武スカイツリーライン「谷塚駅」から東武バス花畑桑袋団地行「草加記念体育館」下車 徒歩8分（経路案内）。